# Gleiberger Land

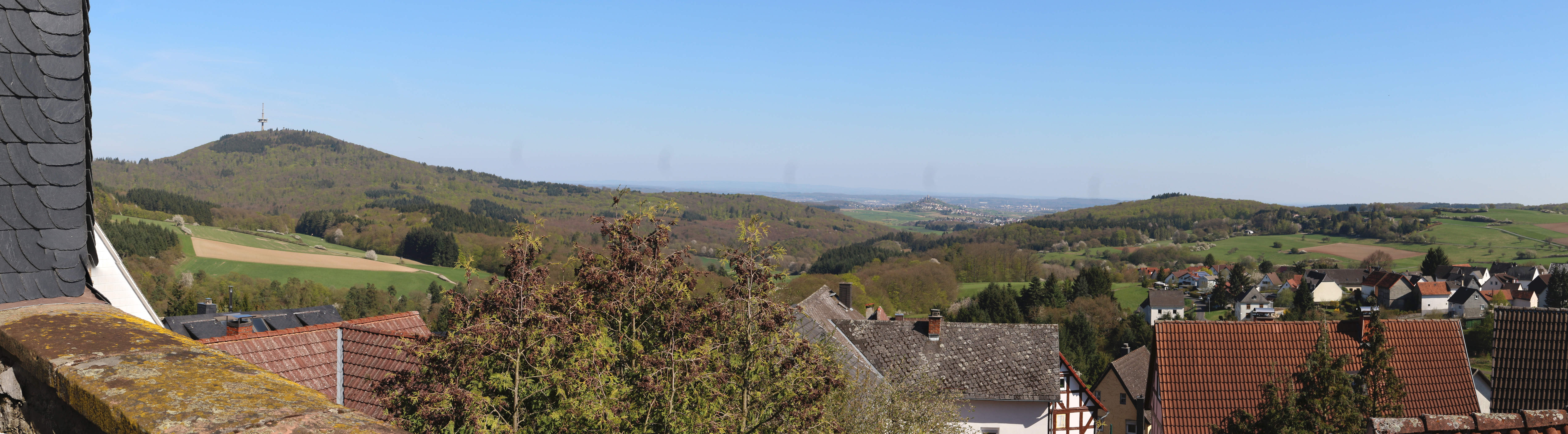
Blick von Hof der Ev. Kirche Königsberg ins Gleiberger Land. Links der Dünsberg. Rechts der Mitte der namensgebende Gleiberg im Gießener Becken

Das Gleiberger Land ist ein Landstrich und eine Kooperation von vier Kommunen in Mittelhessen.

## Geografische Lage
Das Gleiberger Land umfasst die Gemeinden Wettenberg, Biebertal und Heuchelheim, die zum Landkreis Gießen gehören, und die Gemeinde Lahnau, die zum Lahn-Dill-Kreis gehört. Das Gleiberger Land liegt einerseits nördlich bzw. rechtsseitig der Lahn und umfasst an dieser Stelle die sog. Lahnhauptterrasse. In Bezug auf die Zuordnung zum Mittelgebirge geht es in das Gladenbacher Bergland über. Das Gleiberger Land liegt westlich und nordwestlich von Gießen und östlich von Wetzlar. Aufgrund der Lage zwischen den beiden Kreisstädten und Oberzentren gehört das Gleiberger Land zum sogenannten Urbanen Verdichtungsraum Mittelhessen.

## Prägende Landschaft

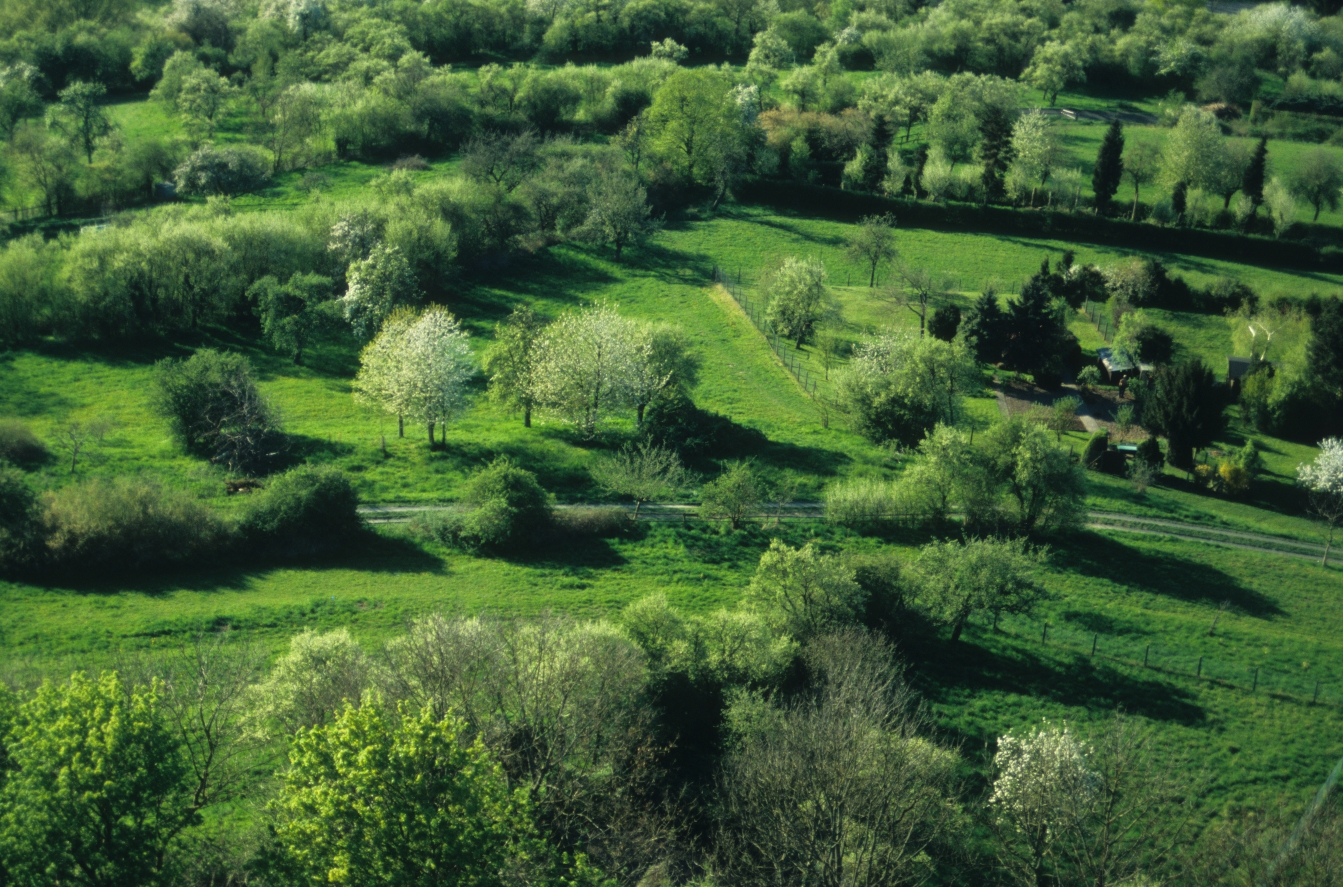
Blick von der Burg Gleiberg

Dominiert wird das Gleiberger Land durch mehrere kleine Anhöhen. Eine davon, die dem Landstrich den Namen gegeben hat, ist der 308 m hohe Gleiberg mit der Burg Gleiberg, der in Wettenberg liegt. Das Gegenstück ist der 310 m hohe Vetzberg, auf dem sich ebenfalls eine Burgruine befindet. In Nachbarschaft ragt der Dünsberg mit 498 m als höchste Erhebung heraus. Auf dem Dünsberg befinden sich ein Aussichtsturm und ein weit in der Region sichtbarer Sendemast in der Bauart eines städtischen Fernmeldeturms. Vetzberg und Dünsberg liegen in Biebertal.
Eine weitere Anhöhe ist der 348 m hohe Königstuhl, der nördlich von Lahnau liegt und die Grenze zu Biebertal bildet. Lahnau und Heuchelheim liegen im sog. Gießener Becken, dem südlichen Ausläufer des Marburg-Gießener Lahntals. Im Gießener Becken ändert die Lahn ihren Verlauf von südlicher in westlicher Richtung. Das hier aufgeweitete Tal hat große Kiesvorkommen. Zwischen den 1960er- und den 1980er-Jahren war hier geplant, in großem Umfang den Kies über Tage abzubauen und danach ein Wassersportzentrum entstehen zu lassen, das olympiatauglich gewesen wäre. Dies wurde jedoch nicht weiter verfolgt und nun befindet sich hier eines der größten Naturschutzgebiete in Hessen.

## Ortschaften im Gleiberger Land
Die vier Gemeinden des Gleiberger Landes sind in ihrer aktuellen Zusammensetzung durch die Gebietsreform in Hessen von 1971 bis 1977 bzw. 1979 entstanden. Wettenberg umfasst die Ortsteile Krofdorf-Gleiberg, Launsbach und Wißmar. Zu Biebertal gehören Rodheim-Bieber, Vetzberg, Fellingshausen, Krumbach, Frankenbach und Königsberg. Lahnau bilden Atzbach, Dorlar und Waldgirmes. Heuchelheim wird aus Kinzenbach und Heuchelheim gebildet.

## Statistische Werte
Die Gesamtfläche des Gleiberger Landes umfasst 121,40 km². Davon sind 23 % Siedlungsfläche und 57 % bewaldet. Die Einwohnerzahl liegt zusammen bei 38.611 Einwohnern (Stand 30. Juni 2007), was einer Einwohnerdichte von 265 Einwohnern je Quadratkilometer entspricht. Die Einwohnerzahlen teilen sich wie folgt auf die Gemeinden auf: Wettenberg 12.546, Biebertal 10.268, Lahnau 8.201 und Heuchelheim 7.596.

## Tourismus
Für den Tourismus ist das Gleiberger Land erst in jüngerer Zeit entdeckt worden. Durch die Lahn, dem für Kanufahrer beliebtesten Fluss Deutschlands, hat sich eine gute Infrastruktur entwickelt. Die Mittelgebirgslandschaft zieht ebenso immer mehr Besucher an. In allen vier Gemeinden bestehen Unterkunftsmöglichkeiten, ebenso gibt es eine Vielzahl von Freizeiteinrichtungen, wie diese in vielen anderen Orten nicht selbstverständlich ist. Um alles miteinander besser zu koordinieren, haben die Gleiberger-Land-Gemeinden die Tourismuskooperation Gleiberger Land gebildet.

## Interkommunale Zusammenarbeit
Aus verschiedenen Faktoren in Bezug auf Infrastruktur und Daseinsvorsorge wird die Aufgabe immer drängender, über kommunale Grenzen hinweg die Zusammenarbeit zu suchen. So entschied man sich bereits 1994 seitens Biebertal, Heuchelheim und Wettenberg, eine interkommunale Zusammenarbeit aufzubauen. Im Jahr 2000 schloss sich dieser auch Lahnau an. Schwierig in diesem Zusammenhang sind übergeordnete Aspekte, die sich daraus ergeben, dass Lahnau im Lahn-Dill-Kreis liegt und die anderen drei Gemeinden im Landkreis Gießen.

## Stadt Lahn und Kommunale Gebietsreform
Seit dem 1. August 1979 gibt es die Gemeinden Wettenberg, Heuchelheim und Lahnau. Die Orte dieser drei Gemeinden gehörten zwischen dem 1. Januar 1977 und dem 31. Juli 1979 zur Stadt Lahn, einem Zusammenschluss von Gießen und Wetzlar sowie 14 umliegenden Gemeinden. Die Stadt Lahn wurde aufgrund von Bürgerprotesten aufgelöst. Fast alle Orte im heutigen Heuchelheim, Lahnau und Wettenberg waren bis 1977 selbständig, nur der Lahnauer Ortsteil Dorlar gehörte von 1972 bis 1977 zur Stadt Wetzlar; Kinzenbach und Heuchelheim hatten sich bereits 1967 zusammengeschlossen. In Biebertal, das nicht zur Stadt Lahn gehörte, schloss man sich bereits 1970 zusammen, 1977 kam Frankenbach dazu.

## Straßennetz
Das Gleiberger Land ist unmittelbar an das Fernstraßennetz angeschlossen. In Wettenberg besteht eine Anschlussstelle, in der die A 480 und die B 429 verknüpft sind. Die AS Wettenberg ist ein Teil des Gießener Rings. Von hier aus gelangt man über die A 480 nach 13 km zum Reiskirchener Dreieck zur A 5, die schon seit den 1930er Jahren als HaFraBa existiert. Hierüber kann man das Rhein-Main-Gebiet (70 km) und Kassel (140 km) und Thüringen (160 km) schnell erreichen. In Lahnau besteht an der Grenze zu Wetzlar eine Anschlussstelle (Wetzlar-Ost) mit der A 45, von wo aus der Köln-Bonner Raum (160 km) und das Ruhrgebiet (160 km) angesteuert werden können. Im Lahntal selbst liegt die B 49, eine als Kraftfahrstraße ausgebaute Ost-West-Tangente, die von Gießen über Wetzlar nach Limburg führt. Zwischen Gießen und Wetzlar ist die B 49 bereits vierspurig und zwischen Wetzlar und Limburg ist diese im Ausbau, so dass man auch Richtung Westen nach Rheinland-Pfalz und Luxemburg schnell gelangt. Im Gleiberger Land selbst befinden sich zahlreiche Landes- und Kreisstraßen, die größtenteils in einem guten Ausbauzustand sind und ausreichend Verknüpfungen zwischen den einzelnen Orten darstellen.

## Öffentlicher Personennahverkehr
Das Gleiberger Land gehört wie Mittelhessen insgesamt zum Rhein-Main-Verkehrsverbund.
Die Gemeinden Heuchelheim und Lahnau sind durch eine Stadtbuslinie (Linie 24) im Taktfahrplan an die Stadtzentren von Gießen und Wetzlar angebunden. Von Biebertal aus besteht seit mehreren Jahren ebenfalls eine häufige ÖPNV-Verbindung nach Gießen, oft im Stundentakt. Zwischen Biebertal und Wettenberg oder Biebertal und Lahnau existieren keine ansprechenden Verbindungen. Wettenberg ist mit den Stadtbuslinien 801 (Launsbach, Wißmar) und 802 (Krofdorf-Gleiberg) ebenfalls sehr gut an Gießen angebunden. Beide Linien verkehren tagsüber im 30-Minuten-Takt.
Früher gab es im Gleiberger Land auch Schienenverbindungen. Dies war zum einen die Bahnstrecke Lollar–Wetzlar (Teilstrecke der Kanonenbahn), die ihren Betrieb am 30. Mai 1980 einstellte, und die Biebertalbahn (umgangssprachlich Bieberlies), eine Schmalspurbahn von Gießen ins Biebertal, die bereits 1954 nicht mehr in Betrieb war. Auf beiden Strecken sind inzwischen die Gleise abgebaut. Durch die Buslinien bestehen direkte Anschlüsse an die Bahnhöfe von Gießen und Wetzlar.

## Geschichte
Durch das Gleiberger Land zogen sich über Jahrhunderte mehrere Landesgrenzen zwischen Hessen-Nassau, Hessen-Darmstadt und dem zeitweise zum Königreich Preußen gehörenden Kreis Wetzlar. Erst 1946 wurde das Bundesland Hessen gebildet. In dieser Zeit bis zur Gebietsreform in den 1970er Jahren gehörten alle Ortschaften mit Ausnahme der Kerngemeinde Heuchelheim zum Kreis Wetzlar.